# Église de la Réconciliation de Berlin
L'église de la Réconciliation (en allemand : Versöhnungskirche) est un ancien édifice religieux évangélique situé sur Bernauer Straße dans l'arrondissement de Mitte, à Berlin.

## Histoire
L'église, offerte par l'impératrice Augusta-Victoria, est construite à partir de 1892 sous la direction de l'architecte Gotthilf Ludwig Möckel et inaugurée le 28 août 1894.
L'église est gravement endommagée pendant la Seconde Guerre mondiale, mais bien qu'elle se trouve alors juste à la limite des secteurs soviétique et français de Berlin à partir de 1945, elle est restaurée en 1950 et utilisée pour le culte jusqu'en 1961.
La construction du mur le 13 août 1961 change le destin de l'église qui est désaffectée. Le portail principal se retrouve à une dizaine de mètres du mur au beau milieu de la zone interdite. Elle est finalement détruite en 1985 à l'instigation du gouvernement de la République démocratique allemande.
Une chapelle (Kapelle der Versöhnung) rappelle le sort de l'église.

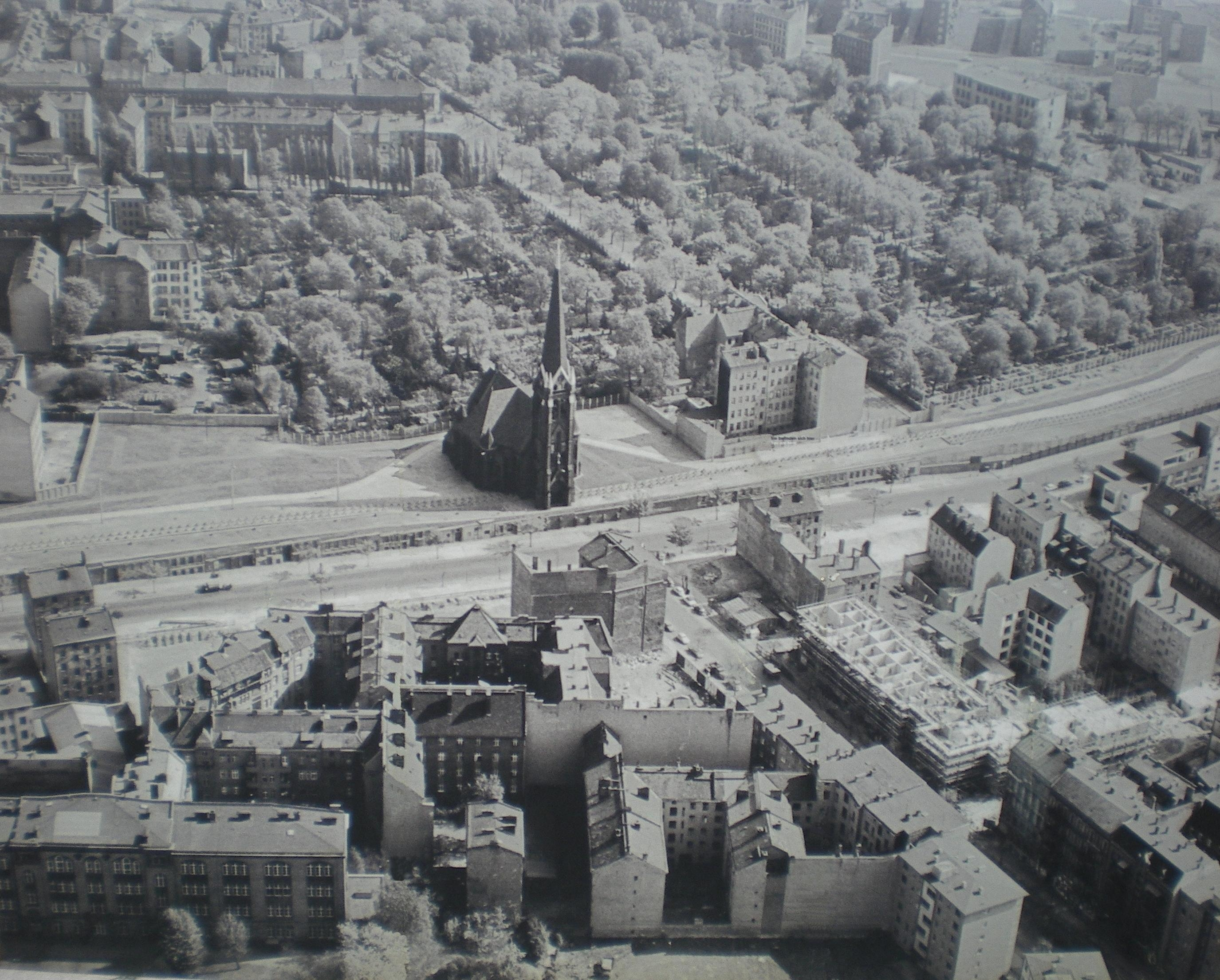
La Versöhnungskirche en 1980.